# Nikołaj Gołdin
Nikołaj Wasiljewicz Gołdin (ros. Николай Васильевич Голдин, ur. 7 marca?/20 marca 1910 w Griszynie, zm. 2001 w Moskwie) – radziecki polityk, minister budownictwa przedsiębiorstw przemysłu ciężkiego ZSRR (1967–1986), Bohater Pracy Socjalistycznej (1980).

## Życiorys
Rosjanin, od 1924 uczeń ślusarza i ślusarz na kolei, później pomocnik maszynisty parowozu, od 1929 na fakultecie robotniczym Donieckiego Instytutu Górniczego. Od 1929 w WKP(b), w latach 1931–1937 studiował w Charkowskim Instytucie Elektrotechnicznym, od 1937 inżynier i kierownik rejonowego biura montażowego, od 1938 kierownik specjalnego biura projektowego "Elektromontaż" w Charkowie, od 1939 zastępca kierownika wydziału w Ludowym Komisariacie Budownictwa ZSRR, od 1941 zarządca trustu "Centroelektromontaż" Ludowego Komisariatu Budownictwa ZSRR, od 1946 szef "Gławelektromontażu" Ministerstwa Budownictwa Przedsiębiorstw Przemysłu Ciężkiego ZSRR, od 1950 zastępca, a od 1951 I zastępca ministra budownictwa przedsiębiorstw przemysłu ciężkiego ZSRR. Od marca 1953 zastępca ministra budownictwa ZSRR, od kwietnia 1954 zastępca ministra budowy przedsiębiorstw przemysłu metalurgicznego i chemicznego ZSRR, od maja 1957 zastępca przewodniczącego Kemerowskiego Ekonomicznego Rejonu Administracyjnego, od 1958 główny inżynier budownictwa zakładu metalurgicznego w Indiach. Od 1961 zastępca ministra budownictwa Rosyjskiej FSRR, od 1962 I zastępca przewodniczącego Sownarchozu Rosyjskiej FSRR, później doradca Ambasady ZSRR na Kubie. Od października 1967 zastępca ministra montażowych i specjalnych budowlanych prac ZSRR, od lutego 1967 do stycznia 1986 minister budownictwa przedsiębiorstw przemysłu ciężkiego ZSRR, następnie na emeryturze. W latach 1971–1986 członek KC KPZR, deputowany do Rady Najwyższej ZSRR od 7. do 11. kadencji. Pochowany na Cmentarzu Nowodziewiczym.

## Odznaczenia i nagrody
- Medal Sierp i Młot Bohatera Pracy Socjalistycznej (19 marca 1980)
- Order Lenina (pięciokrotnie)
- Order Czerwonego Sztandaru Pracy (trzykrotnie)
- Order Wojny Ojczyźnianej I klasy
- Order Czerwonej Gwiazdy
- Order Przyjaźni Narodów (16 maja 1990)
- Nagroda Państwowa ZSRR (1949)

I 12 medali.